# Bjurbäcks distrikt
Bjurbäcks distrikt är ett distrikt i Mullsjö kommun och Jönköpings län. 
Distriktet ligger sydväst om Mullsjö. 

## Tidigare administrativ tillhörighet
Distriktet inrättades 2016 och utgörs av socknen Bjurbäck i Mullsjö kommun
Området motsvarar den omfattning Bjurbäcks församling hade vid årsskiftet 1999/2000.